# Шараница
Шараница — село в Арбажском районе Кировской области. 

## География
Находится на расстоянии примерно 22 километра по прямой на северо-восток от районного центра поселка Арбаж.

## История
Основано в 1890 году. С 1905 года как село Шаряницкое (Кошули), в котором учтено было дворов 4 и жителей 15, в 1926 11 и 21, в 1950 21 и 92. В 1989 году проживало 355 человек. Казанско-Богороднцкая церковь, деревянная, построена была в 1893 г. В 1972 году в состав села были включены деревни Большая Шараница и Малая Шараница. До января 2021 года входила в Сорвижское сельское поселение до его упразднения.

## Население
Постоянное население составляло 237 человек (русские 99%) в 2002 году, 172 в 2010.